# Нью-Одона (Вісконсин)
Нью-Одона (англ. New Odanah) — переписна місцевість (CDP) в США, в окрузі Ешленд штату Вісконсин. Населення — 466 осіб (2020).

## Географія
Нью-Одона розташований за координатами 46°36′10″ пн. ш. 90°39′34″ зх. д. / 46.60278° пн. ш. 90.65944° зх. д. (46.602680, -90.659387).  За даними Бюро перепису населення США в 2010 році переписна місцевість мала площу 10,07 км², з яких 9,85 км² — суходіл та 0,22 км² — водойми.

## Демографія
Згідно з переписом 2010 року, у переписній місцевості мешкали 472 особи в 151 домогосподарстві у складі 109 родин. Густота населення становила 47 осіб/км².  Було 157 помешкань (16/км²).
Расовий склад населення:
| - 91,1 % — корінних американців - 4,2 % — білих - 0,2 % — чорних або афроамериканців |

До двох чи більше рас належало 4,2 %. Частка іспаномовних становила 6,4 % від усіх жителів.
За віковим діапазоном населення розподілялося таким чином: 29,2 % — особи молодші 18 років, 61,5 % — особи у віці 18—64 років, 9,3 % — особи у віці 65 років та старші. Медіана віку мешканця становила 30,2 року. На 100 осіб жіночої статі у переписній місцевості припадало 88,8 чоловіків;  на 100 жінок у віці від 18 років та старших — 84,5 чоловіків також старших 18 років.
Середній дохід на одне домашнє господарство  становив 34 967 доларів США (медіана — 21 125), а середній дохід на одну сім'ю — 40 818 доларів (медіана — 34 659). Медіана доходів становила 26 667 доларів для чоловіків та 22 188 доларів для жінок. За межею бідності перебувало 45,6 % осіб, у тому числі 61,4 % дітей у віці до 18 років та 23,5 % осіб у віці 65 років та старших.
Цивільне працевлаштоване населення становило 200 осіб. Основні галузі зайнятості: мистецтво, розваги та відпочинок — 34,0 %, освіта, охорона здоров'я та соціальна допомога — 14,0 %, роздрібна торгівля — 12,5 %.